# Création de la Yougoslavie

Unification progressive de la Yougoslavie, avec date.

La création de la Yougoslavie a eu lieu à la fin de la Première Guerre mondiale, après la défaite des Empires centraux, et réunit en un nouvel État des territoires habités principalement par des peuples de langue slave.
Bien que des négociations entre les différents centres de pouvoir politique aient eu lieu pendant la guerre, le nouvel État fut proclamé à la hâte à la fin 1918, sans accord adéquat entre les parties sur ce que seraient les structures du pays, ce qui conduisit à son instabilité chronique tout au long de l'entre-deux-guerres.

## Contexte

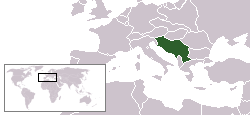
Situation de la Yougoslavie en Europe, durant l'entre-deux-guerres.

Au cours de la Première Guerre mondiale, l'idée naît d'unir les Serbes, les Croates et les Slovènes en un seul État. La proposition est soutenue par l'Entente par des hommes politiques ayant fui l'Autriche-Hongrie et qui s'étaient regroupés au sein du comité yougoslave (en), avec le soutien du gouvernement serbe.

### Position des grandes puissances
La formation du nouvel État ne fut assurée qu'à la fin de la guerre, en raison de l'opposition de l'Italie et de l'indécision des vainqueurs quant à l'avenir de l'Autriche-Hongrie, qui fut plus tard démembrée pour créer le nouveau pays. L'Italie s'était vu promettre dans le traité de Londres — par lequel elle était entrée en guerre aux côtés de l'Entente — qu'elle recevrait une grande partie de la côte dalmate et que le reste du territoire serait divisé entre la Serbie, le Monténégro et la Croatie, trois États distincts. Elle demeure hostile à l'union de ses voisins slaves en un seul pays. Le Royaume-Uni, la France et la Russie souhaitaient la paix avec l'Autriche-Hongrie et son abandon du camp allemand et, jusqu'au printemps 1918, lorsque les efforts en ce sens échouèrent, elles ne soutenaient pas non plus le partage de l'empire. L'Italie changea d'attitude avec les défaites de la fin 1917 contre les Austro-Hongrois, mais seulement partiellement : dès qu'elle remporta à nouveau la victoire, elle tenta de faire appliquer le traité de Londres et se montra hostile à l'union slave.

### Position des communautés slaves
Les Slaves eux-mêmes étaient divisés sur la forme à donner à l'union. Le sentiment nationaliste était distinct d'un peuple à l'autre. Le gouvernement serbe aspirait avant tout à l'unité de tous les Serbes dans un même État (« Grande Serbie »), tandis que l'union avec les Croates et les Slovènes était considérée comme secondaire. Le gouvernement serbe avait cherché à obtenir des Alliés une promesse d'union future en 1915, mais n'a pas fait de déclaration commune avec le Comité yougoslave avant le début de l'été 1917. Le Premier ministre serbe Nikola Pašić a maintenu deux programmes alternatifs tout au long de la guerre : l'un qui coïncidait avec celui du Comité et visait l'union de tous les Croates, Slovènes, Serbes et Macédoniens ; et un autre moins ambitieux, qui se limitait à annexer les territoires à population serbe, laissant une partie des Croates et des Slovènes aux mains des Italiens,.
De plus, il n’y avait pas d’accord sur le type d’union à constituer : le gouvernement serbe voyait le nouvel État comme une extension de l’État serbe existant, considérant les Slaves austro-hongrois comme des objets de libération par l’État serbe. À l'opposé, le Comité considérait l’union des Slaves du sud comme une agrégation d’unités distinctes qui se réunissaient en tant qu’individus dotés du libre arbitre.
Le Comité yougoslave, contrairement aux comités tchèque et polonais, n'a pas reçu la reconnaissance du gouvernement allié[Quoi ?], n'a pas été soutenu par le gouvernement serbe et a été en but à l'opposition d'une partie importante du gouvernement italien.

### Situation en Croatie-Slavonie
Les Serbes, qui ont conservé leur religion et certaines de leurs coutumes traditionnelles, ont été initialement utilisés par le gouvernement de Budapest pour contenir le nationalisme croate. Au début du XXe siècle, cependant, les hommes politiques croates et serbes conclurent une alliance contre Budapest, formant la coalition croato-serbe, qui domina le Sabor dans la période précédant la Première Guerre mondiale. La coalition a évolué pour soutenir pleinement une union centralisée avec le Royaume de Serbie. Son principal soutien et chef de coalition au cours de ses dernières années était un Serbe de Croatie-Slavonie, Svetozar Pribićević. Étant donné l'impossibilité de séparer géographiquement les Serbes des Croates en raison du brassage des populations, la possibilité d'établir une fédération a été refusée, l'idée étant à la place d'offrir un certain degré d'autonomie aux municipalités et aux départements, selon le modèle français. Cette idée heurta certains membres de la coalition qui l'abandonnèrent alors, prônant une union fédérale.

### Situation dans les territoires à population slovène
Les partis slovènes, conscients des menaces extérieures (principalement italiennes et autrichiennes) pesant sur ce qu'ils considéraient comme leur territoire, ont d'abord soutenu l'union centraliste.

## Évolution après la guerre

### Séparation de l'Autriche-Hongrie

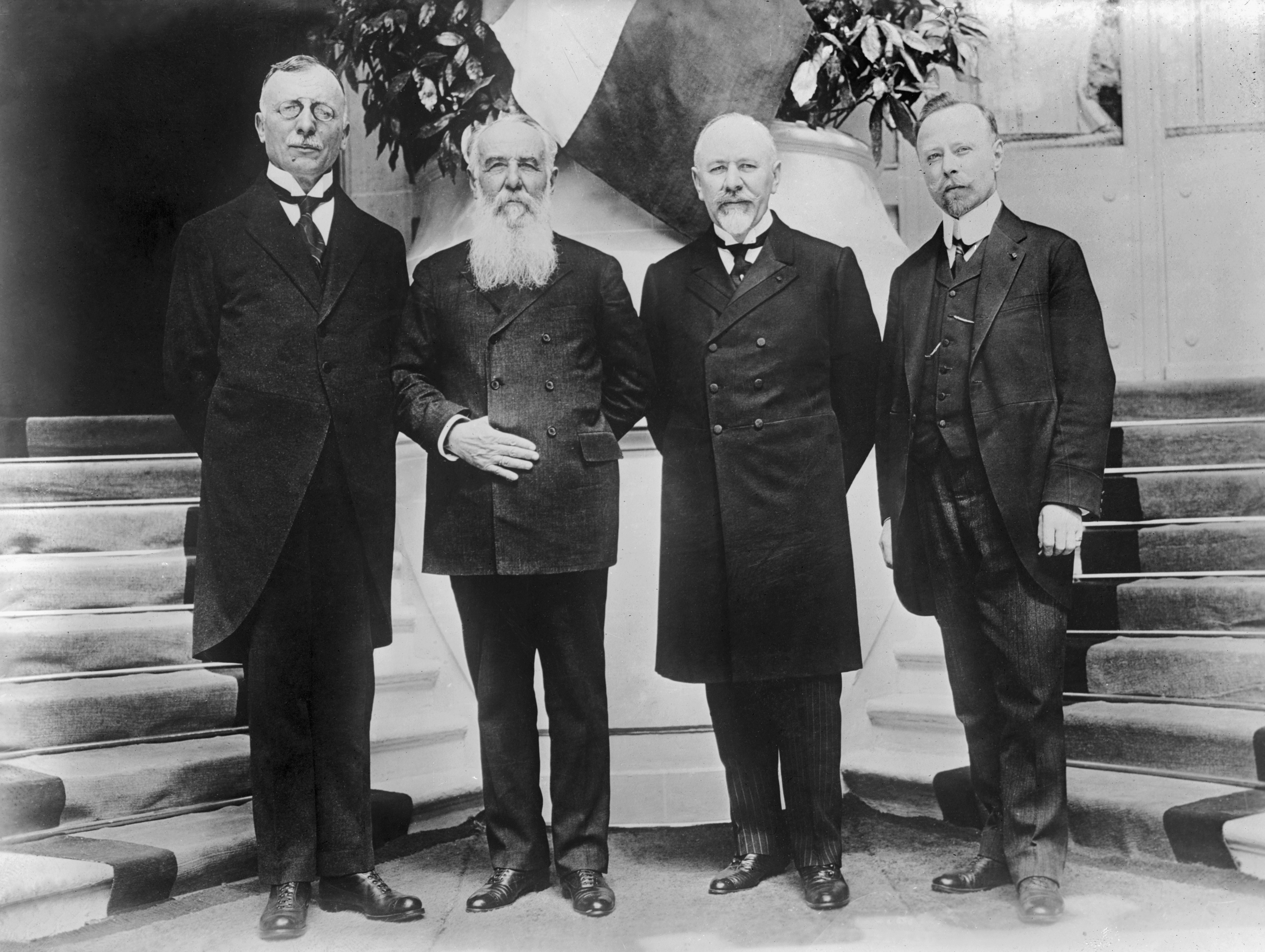
Une partie de la délégation yougoslave à la Conférence de paix de Paris avec les délégués des différentes régions qui forermaient le nouveau pays : Ante Trumbić (troisième à partir de la gauche, Dalmatie), Nikola Pašić (deuxième, Royaume de Serbie), Milenko Vesnić (premier, Royaume de Serbie) et Ivan Žolger (Carniole).

Après la dissolution de l'Autriche-Hongrie (en), l'idée de créer une nation pour les Slaves des Balkans prend de l'ampleur et reçoit le soutien de la communauté internationale. Le 16 octobre 1918, le Conseil national des Slovènes, Croates et Serbes est formé à Zagreb, qui réunit les partis slaves du Sud de l'Autriche-Hongrie. Le 16, ceux-ci rejettent la proposition formulée par l'empereur Charles pour résoudre le « problème slave » au sein de l'Empire austro-hongrois.
Le 29 octobre 1918, l'État des Slovènes, Croates et Serbes est créé ; il doit inclure tous les territoires à population slave que l'Empire austro-hongrois avait dominés. Même les austrophiles croates soutiennent son établissement.
La situation était d'urgence : des milliers de déserteurs sillonnaient la région, les troupes italiennes débarquaient en Dalmatie et dépassaient les limites définies par le traité de Londres, et la situation sociale, avec le mécontentement des paysans, du prolétariat au chômage, d'une classe moyenne appauvrie et d'une monnaie en faillite, promettait une situation révolutionnaire. Depuis Split et d'autres endroits en Dalmatie, le Comité de Zagreb demande une assistance immédiate à l'armée serbe pour protéger les Croates.
Cependant, les Serbes de Voïvodine et de Syrmie s'opposèrent au nouvel État et unirent leurs territoires au Royaume de Serbie. Les relations avec l'Autriche-Hongrie furent rompues. La Triple-Entente ne reconnaît pas non plus l'État des Slovènes, Croates et Serbes — notamment en raison de la pression italienne — et ses territoires sont traités comme des territoires ennemis et en partie occupés par l'Italie.
La Bosnie-Herzégovine rejoint directement la Serbie.
Le Comité yougoslave commence alors à prendre des décisions d’urgence sans la participation du Parlement.

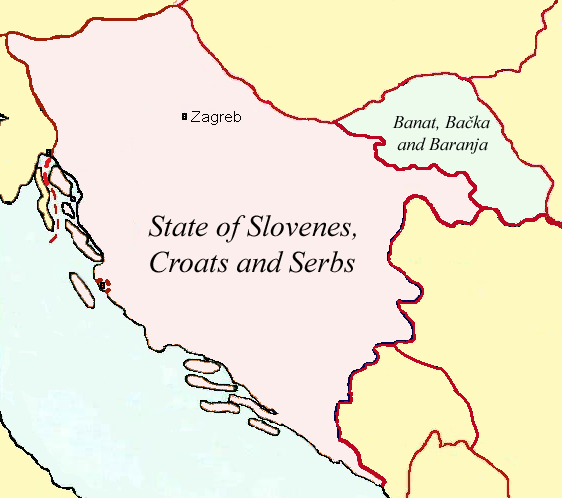
L'État des Slovènes, Croates et Serbes.
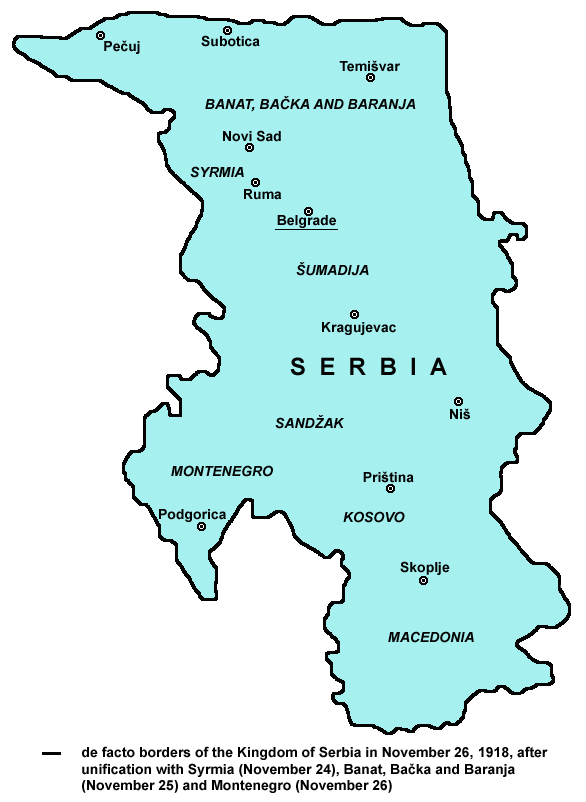
La Serbie agrandie du Monténégro, de la Syrmie et de la Voïvodine.

### Négociations à Genève et tensions avec l'Italie
Lors de la Conférence de Genève (6-9 novembre), Pašić s'engage à reconnaître le nouvel État, à demander sa reconnaissance par l'Entente et à former un gouvernement conjoint avec des représentants du Comité yougoslave. L'armée serbe s'est abstenue d'occuper les territoires austro-hongrois face à l'opposition de la Commission nationale de Zagreb, bien qu'elle ait proposé d'aider à maintenir l'ordre et à défendre la région. Ses troupes stoppèrent l'avancée italienne, entrèrent dans Rijeka et furent accueillies en libérateurs partout où elles apparurent.
La Dalmatie et la Bosnie furent occupées par les troupes serbes, qui reçurent des gouverneurs serbes temporaires.
Face à ces faits et compte tenu du manque de forces propres, les délégués du nouvel État se rendirent à Belgrade, où un accord fut conclu pour demander l'annexion au Royaume de Serbie le 1er décembre 1918, qui fut rebaptisé Royaume des Serbes, Croates et Slovènes. L'accord, contrairement aux promesses de Pašić, ne reflétait pas le maintien de l'autonomie régionale pour la convocation de l'Assemblée constituante et ne garantissait pas non plus que la Constitution serait rédigée de manière à respecter les souhaits de toutes les composantes de l'État. Au Parlement croate, seul Stjepan Radić s'est opposé à l'envoi de la délégation, affirmant qu'elle n'avait pas de mandat populaire pour mettre en œuvre l'union de tous les Slaves du sud.

## L'unification, problèmes politiques

Les territoires du nouveau Royaume des Serbes, Croates et Slovènes et leurs origines.

Le 1er décembre 1918, le royaume des Serbes, des Croates et des Slovènes est officiellement proclamé par Alexandre Karadjordjevic, prince régent pour son père, le roi Pierre Ier, qui était officiellement roi de Serbie.
Bientôt, les sensibilités des anciens Austro-Hongrois et les politiques maladroites et autoritaires des politiciens serbes de l'ancien royaume créèrent des difficultés politiques qui perdurèrent tout au long de l'entre-deux-guerres. Le 2 décembre 1918, des membres du Parti croate des droits purs manifestent à Zagreb contre le syndicat. Il y a eu plusieurs morts dans les affrontements.
En 1918, la majorité des Croates étaient favorables au maintien de l’unité territoriale de la Croatie et, à la fin de 1919, l’opinion publique était opposée au modèle centraliste qui fut finalement mis en œuvre.

### Territoires du nouveau pays
Le nouveau royaume a été formé à partir des anciens États monarchiques indépendants du Royaume de Serbie et du Royaume du Monténégro, ainsi que d'une quantité importante de territoire qui faisait auparavant partie de l'Empire austro-hongrois. Les terres de l'Autriche-Hongrie qui formaient le nouvel État comprenaient la Croatie-Slavonie et la Voïvodine, issues de la partie hongroise de l'empire ; ainsi que la Carniole, une partie de la Styrie et de la Dalmatie, qui faisaient partie de la moitié autrichienne ; tout comme la province impériale de Bosnie-Herzégovine qui avait été gouvernée conjointement par les deux moitiés de l'empire.
Un plébiscite a eu lieu dans la province de Carinthie, qui décide cependant de rester en Autriche.
La Conférence de paix de Paris, incapable de résoudre les conflits entre l'Italie et la Yougoslavie, a transmis le problème aux deux gouvernements, qui ont alors négocié le traité de Rapallo qui a fixé les frontières en Istrie et en Dalmatie. Le port dalmate de Zadar et de nombreuses îles dalmates ont été accordés à l'Italie.
La ville de Rijeka (la Fiume des Italiens) est déclarée cité-État libre, mais fut bientôt occupée et annexée en 1924 par l'Italie.
Les tensions à la frontière avec l'Italie se sont poursuivies, les Italiens revendiquant davantage de zones de la côte dalmate (en) et la Yougoslavie revendiquant pour sa part la péninsule d'Istrie, une partie de l'ancienne province côtière autrichienne qui avait été annexée à l'Italie mais qui contenait une population importante de Croates et de Slovènes.